# ساساک
ساساک (انگلیسی: State-owned Assets Supervision and Administration Commission) یا کمیسیون سرپرستی و مدیریت دارایی‌های دولتی سازمان دولتی چینی است، که زیرمجموعه شورای دولتی جمهوری خلق چین می‌باشد و مدیریت کلیه شرکت‌های دولتی چینی را برعهده دارد.